# Zamora, tierra y hombres libres
Zamora, tierra y hombres libres es una película biográfica venezolana sobre Ezequiel Zamora, dirigida por Román Chalbaud.
Producida por la Fundación Villa del Cine y distribuida por Amazonia Films, su rodaje se extendió desde junio de 2007 hasta finales de junio de 2008. Se filmó entre las ciudades de Paracotos, El Coyón, Guarenas, Guatire, Barinas, Nirgua, Carora y Bejuma; sumó cerca de 5000 extras.
La historia se desarrolla entre 1843 y 1860, incluyendo la batalla de Santa Inés librada el 10 de diciembre de 1859, uno de los hechos más significativos de la Guerra Federal. 

## Sinopsis
Los partidos Liberal y Conservador se enfrentan a mediados del siglo XIX en Venezuela. Las desigualdades sociales y la oligarquía que mantiene a esclavos y campesinos bajo su control animan a Zamora a liderar una lucha por un mejor reparto de las tierras, al grito de La tierra no es de nadie, es de todos, luego de la victoria de la batalla de Santa Inés su vida es terminada por un traidor.